# Astralna projekcija
Astralna projekcija (ili astralno putovanje) je interpretacija bilo kog oblika vantelesnog iskustva koje pretpostavlja postojanje astralnog tela  odvojenog od fizičkog tela i sposobnog da putuje izvan njega. Ideja o astralnom putovanju je drevna i javlja se u više kultura. Savremenu terminologiju „astralne projekcije“ skovali su i promovisali teozofi iz 19. veka. Ponekad se navodi u vezi sa snovima i oblicima meditacije.
Neki pojedinci su prijavili percepcije slične opisima astralne projekcije koje su izazvane raznim halucinogenim i hipnotičkim sredstvima (uključujući samohipnozu). Ne postoje naučni dokazi da postoji svest čije su otelotvorene funkcije odvojene od normalne neuronske aktivnosti ili da se može svesno napustiti telo i vršiti opservacije fizičkog univerzuma, a astralna projekcija je okarakterisana kao pseudonauka.

## Zapad
Prema klasičnom, srednjovekovnom, renesansnom hermetizmu, neoplatonizmu, a kasnije teozofskoj i rozenkrojcerskoj misli, astralno telo je srednje telo svetlosti koje povezuje racionalnu dušu sa fizičkim telom, dok je astralna ravan posredni svet svetlosti između Neba i Zemlje. Smatralo se da su ove astralne sfere naseljene anđelima, demonima i duhovima.
Suptilna tela, i njihovi povezani nivoi postojanja, čine suštinski deo ezoteričnih sistema koji se bave astralnim fenomenima. U neoplatonizmu Plotina, na primer, pojedinac je mikrokosmos („mali svet“) univerzuma (makrokosmos ili „veliki svet“). „Racionalna duša... je srodna velikoj Duši sveta“, dok je „materijalni univerzum, kao i telo, napravljen kao izbledela slika Razumljivog“. Svaka naredna ravan ispoljavanja je kauzalna za sledeću, pogled na svet poznat kao emanacionizam; „iz Jednog proizilazi Intelekt, iz Intelekta Duša, a iz Duše – u njenoj nižoj fazi, ili onoj Prirode – materijalni univerzum“.
Često se ova tela i njihove ravni postojanja prikazuju kao niz koncentričnih krugova ili ugnežđenih sfera, sa posebnim telom koje prolazi kroz svako carstvo. Ideja o astralu bila je istaknuta u delu francuskog okultiste iz devetnaestog veka Elifasa Levija, odakle ju je usvojila i dalje razvila teozofija, a potom koristili i drugi ezoterični pokreti.

### Biblijski i mitski
Karington, Maldun, Peterson i Vilijams tvrde da je suptilno telo vezano za fizičko telo pomoću psihičke srebrne vrpce. Završno poglavlje Propovednikove knjige često se citira u vezi s tim: „Pre nego što se srebrna vrpca odveže, ili zlatna posuda razbije, ili pre nego što se razbije krčag na izvoru, ili pre nego što se točak razbije kod čamca.“ Šerman, međutim, tvrdi da kontekst ukazuje na to da je ovo samo metafora, upoređivanje tela sa mašinom, a srebrna vrpca se odnosi na kičmu.
Uopšte se slaže da se Pavlova Druga poslanica Korinćanima odnosi na astralne planove: „Znam čoveka u Hristu koji je pre četrnaest godina bio uznesen do trećeg neba. Bilo u telu ili van tela Ne znam — Bog zna.“ Ova izjava je dovela do Visio Paulija, traktata koji nudi viziju raja i pakla, preteču vizija pripisanih Adomnanu i Tnugdalu, kao i Danteove Božanstvene komedije.

## Stari Egipat
Slični koncepti putovanja duše pojavljuju se u raznim drugim religijskim tradicijama. Na primer, drevna egipatska učenja predstavljaju dušu (ba) kao sposobnost da lebdi izvan fizičkog tela preko ka, ili suptilnog tela.

## Taoizam
Taoistička alhemijska praksa uključuje stvaranje energetskog tela meditacijom disanja, uvlačenjem energije u 'biser' koji se zatim "kruži". „Šangzi... sa bubnjem dok mu je jastuk čvrsto zaspao, hrčući i nepomičan. Njegov iskonski duh je, međutim, otišao pravo u sobu za bankete i rekao: „Moji gospodari, evo me ponovo.“ Kada je Tuiži hodao sa zvaničnicima da pogledam, tamo je zaista bio taoista koji je spavao na zemlji i hrkao kao grom. Ipak unutra, u bočnoj prostoriji, bio je još jedan taoista koji je udarao u bubanj i pevao taoističke pesme. Svi zvaničnici su rekli: "Iako postoje dvoje različitih ljudi, njihova lica i odeća su potpuno slični. Jasno je da je on božanski besmrtnik koji može da podeli svoje telo i da se pojavi na nekoliko mesta odjednom. ..." U tom trenutku je izašao taoista u sporednoj prostoriji, a taoista koji je spavao na zemlji se probudio. Njih dvoje su se spojili u jedno."

## Hinduizam
Slične ideje kao što je Linga Sarira nalaze se u drevnim hinduističkim spisima kao što je Ioga Vashishta-Maharamaiana iz Valmikija. Savremeni Indijci koji su jamčili za astralnu projekciju uključuju Paramahansu Ioganandu koji je bio svjedok kako Svami Pranabananda izvodi moguću astralnu projekciju.
Indijski duhovni učitelj Meher Baba opisao je nečiju upotrebu astralne projekcije:
| „ | U naprednim fazama koje vode do početka puta, aspirant se duhovno priprema da mu se poveri slobodno korišćenje sila unutrašnjeg sveta astralnih tela, a zatim može da preduzima astralna putovanja u svom astralnom telu, napuštajući fizičko telo. u snu ili budnosti. Astralna putovanja koja se preduzimaju nesvesno su mnogo manje važna od onih koja se preduzimaju sa punom svešću i kao rezultat namerne volje. Ovo podrazumeva svesno korišćenje astralnog tela. Svesno odvajanje astralnog tela od spoljašnjeg vozila grubo telo ima sopstvenu vrednost u tome da natera dušu da oseti svoju razliku od grubog tela i da postigne potpuniju kontrolu nad grubim telom. Čovek može, po želji, da obuče i skine spoljašnje grubo telo kao da je ogrtač i koristiti astralno telo za doživljavanje unutrašnjeg sveta astrala i za preduzimanje putovanja kroz njega, ako i kada je potrebno.... Sposobnost preduzimanja astralnih putovanja stoga uključuje značajno proširenje nečijeg obima za iskustvo. To donosi mogućnosti za promovisanje sopstvenog duhovnog napretka, koje počinje involucijom svesti. | ” |

Astralna projekcija je jedan od Sidhija koji praktičari joge smatraju ostvarljivim kroz samodisciplinovanu praksu. U epu Mahabharata, Drona napušta svoje fizičko telo da vidi da li mu je sin živ.

## Japan
U japanskoj mitologiji, ikirio (shēng líng, takođe čitan kao shorio, seirei ili ikisudama) je manifestacija duše žive osobe odvojeno od njenog tela. Tradicionalno, ako neko ima dovoljno ljutnje na drugu osobu, to je manifestacija duše žive osobe odvojene od njenog tela. Veruje se da deo ili cela njihova duša može privremeno da napusti svoje telo i izađe pred metu svoje mržnje kako bi ih proklela ili na drugi način naudila, slično urokljivom oku. Veruje se i da duše napuštaju živo telo kada telo je izuzetno bolesno ili u komi; takvi ikirio nisu zlonamerni.

## Inuit
U nekim Inuitskim grupama, ljudi sa posebnim sposobnostima, poznatim kao angakuk, kažu da putuju u (mitološka) udaljena mesta i izveštavaju o svojim iskustvima i stvarima važnim svojim bližnjima ili celoj zajednici; kako zaustaviti lošu sreću u lovu, izlečiti bolesne osobe itd., stvari nedostupne ljudima sa normalnim sposobnostima.

## Amazon
Veruje se da je jaskomo sa Vaivaja sposoban da izvrši „let duše“ koji može da služi nekoliko funkcija kao što je lečenje, let na nebo da bi se konsultovao sa kosmološkim bićima (mesec ili mesečev brat) kako bi dobio ime za novorođenu bebu, koja leti u pećinu pekarskih planina da zamoli oca pekara za obilje divljači ili leti duboko u reku da dobije pomoć drugih bića.

## Naučna recepcija
Ne postoje poznati naučni dokazi da astralna projekcija kao objektivna pojava postoji.
Postoje slučajevi pacijenata koji imaju iskustva koja sugerišu astralnu projekciju zbog tretmana stimulacije mozga i halucinogenih lekova, kao što su ketamin, fenciklidin i DMT.
Robert Tod Kerol piše da su glavni dokazi koji podržavaju tvrdnje o astralnom putovanju anegdotski i dolaze „u obliku svedočenja onih koji tvrde da su iskusili da su bili van svojih tela kada su možda bili van sebe“. Subjekti u parapsihološkim eksperimentima pokušavali su da projektuju svoja astralna tela u udaljene sobe i vide šta se dešava, ali takvi eksperimenti nisu dali jasne rezultate.
Prema Bobu Brusu iz Udruženja skeptika Kvinslenda, astralna projekcija je „samo zamišljanje“, ili „stanje sna“. Brus piše da je postojanje astralne ravni u suprotnosti sa granicama nauke. „Znamo koliko mogućnosti postoji za dimenzije i znamo šta dimenzije rade. Ništa od toga nije u korelaciji sa stvarima kao što je astralna projekcija.“
Psiholog Donovan Ravklif je napisao da se astralna projekcija može objasniti obmanama, halucinacijama i živim snovima.
Artur V. Vigins, koji je pisao u Quantum Leaps in the Wrong Direction: Where Real Science Ends...and Pseudoscience Begins, rekao je da su navodni dokazi o sposobnosti astralnog putovanja na velike udaljenosti i davanja opisa posećenih mesta pretežno anegdotski. Godine 1978. Ingo Svan je pružio test njegove navodne sposobnosti da astralno putuje do Jupitera i posmatra detalje planete. Stvarni nalazi i informacije su kasnije upoređeni sa Svonovim zapažanjima; prema proceni Džejmsa Rendi, Svonova tačnost je bila „neubedljiva i neimpresivna“ sa ukupnim rezultatom od 37 procenata. Vigins smatra astralno putovanje iluzijom i gleda na neuroanatomiju, ljudska verovanja, maštu i prethodno znanje kako bi pružio prozaična objašnjenja za one koji tvrde da su to doživeli.